# Soulaines-sur-Aubance
Soulaines-sur-Aubance is een gemeente in het Franse departement Maine-et-Loire (regio Pays de la Loire). De plaats maakt deel uit van het arrondissement Angers. Soulaines-sur-Aubance telde op 1 januari 2022 1.344 inwoners.

## Geografie
De oppervlakte van Soulaines-sur-Aubance bedroeg op 1 januari 2022 12,72 vierkante kilometer; de bevolkingsdichtheid was toen 105,7 inwoners per km².

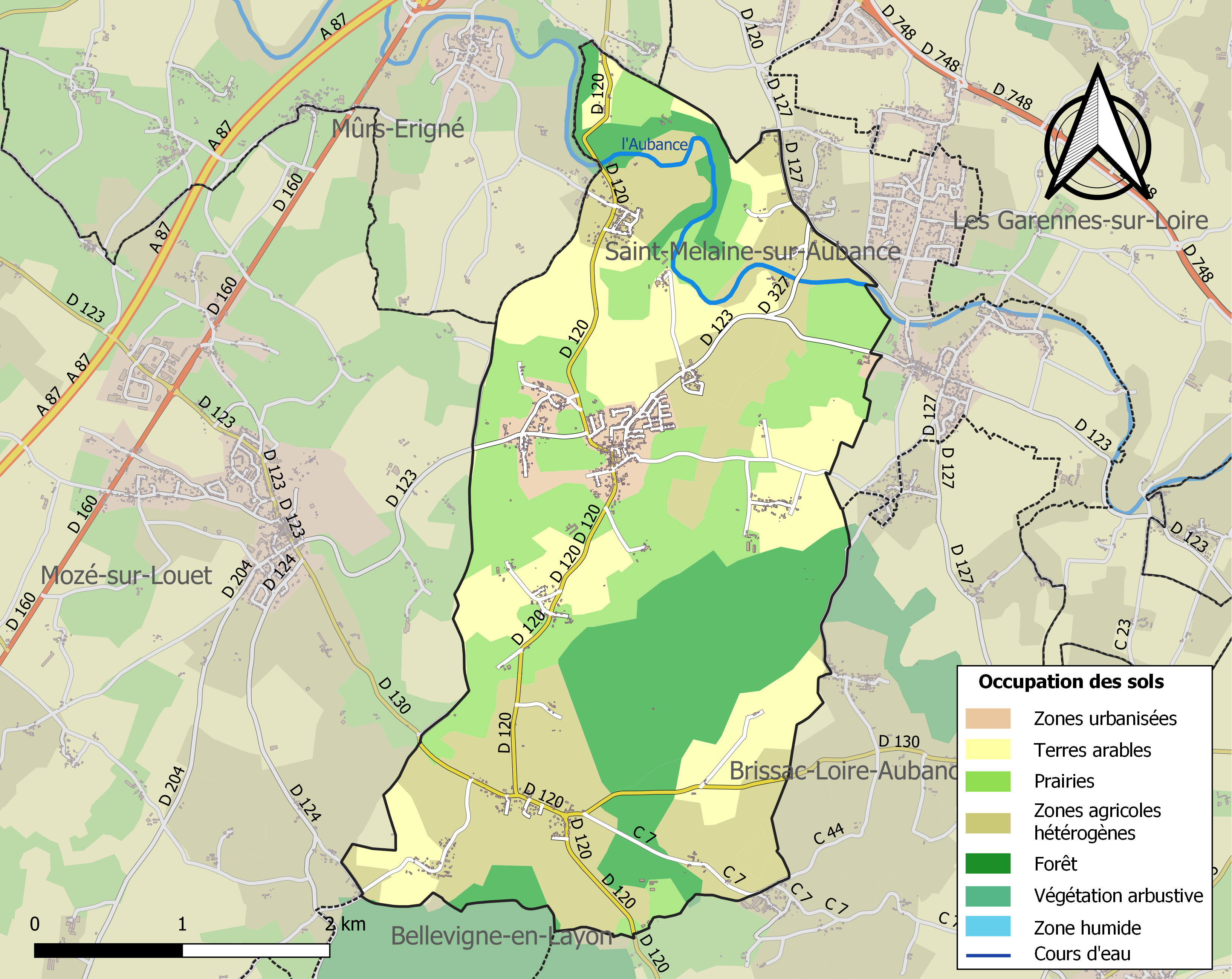
Kaart van de gemeente met de belangrijkste infrastructuur, bodemgebruik en omliggende gemeenten

## Demografie
Onderstaande figuur toont het verloop van het inwonertal (bron: INSEE-tellingen).